# Technische Universität Shanghai
Die Technische Universität Shanghai (chines.: 上海理工大学; Pinyin: Shànghǎi Lǐgōng Dàxué) ist eine öffentliche Universität in Shanghai unter städtischer Leitung.

## Geschichte
Die Vorläuferhochschule auf dem Gelände der Technischen Universität Shanghai wurde von amerikanischen Baptisten als College und theologisches Seminar gegründet. Ihr erster Leiter war der Missionar John Thomas Proctor.
Die heutige Universität entstand 1996 durch Fusion der Technischen Universität Ostchina und des Shanghai-Instituts für Maschinentechnik, der früheren Shanghai Industrie-Schule. Bis 1998 stand sie unter der Leitung des Ministeriums für Maschinenbau. 1999 und 2003 wurden der Hochschule weitere früher selbstständige höhere technische Ausbildungseinrichtungen für Optik, Medizin und Druck zugeordnet. Der Schwerpunkt liegt auch heute noch eindeutig auf den technischen Fachbereichen, auch wenn verstärkt Lehre in Fächern wie Management, Naturwissenschaften und Medizin erfolgt.

## Lehre und Studium
An der Universität lehren ca. 1200 Personen, darunter 469 Professoren. Sie stellt sechs Akademiemitglieder. Die Hochschule hat 15 Colleges, zwei Departments, 30 Forschungsinstitute, 12 Forschungszentren sowie drei Forschungsakademieinstitute. Derzeit (2012) studieren an der Technischen Universität Shanghai über 15.600 Undergraduates, ca. 3.500 Masterstudenten und 270 Doktoranden in 56 Bachelor- und 70 Masterprogrammen sowie 36 Doktorats- und Postdoktoratskursen. Es bestehen zehn Partnerschaften mit Hochschulen im Ausland, u. a. mit dem MIT und der HAW Hamburg. Seit 2005 erhalten die Absolventen des Shanghai-Hamburg College neben dem chinesischen Bachelor auch einen akkreditierten deutschen Bachelorabschluss.